# Skärselden

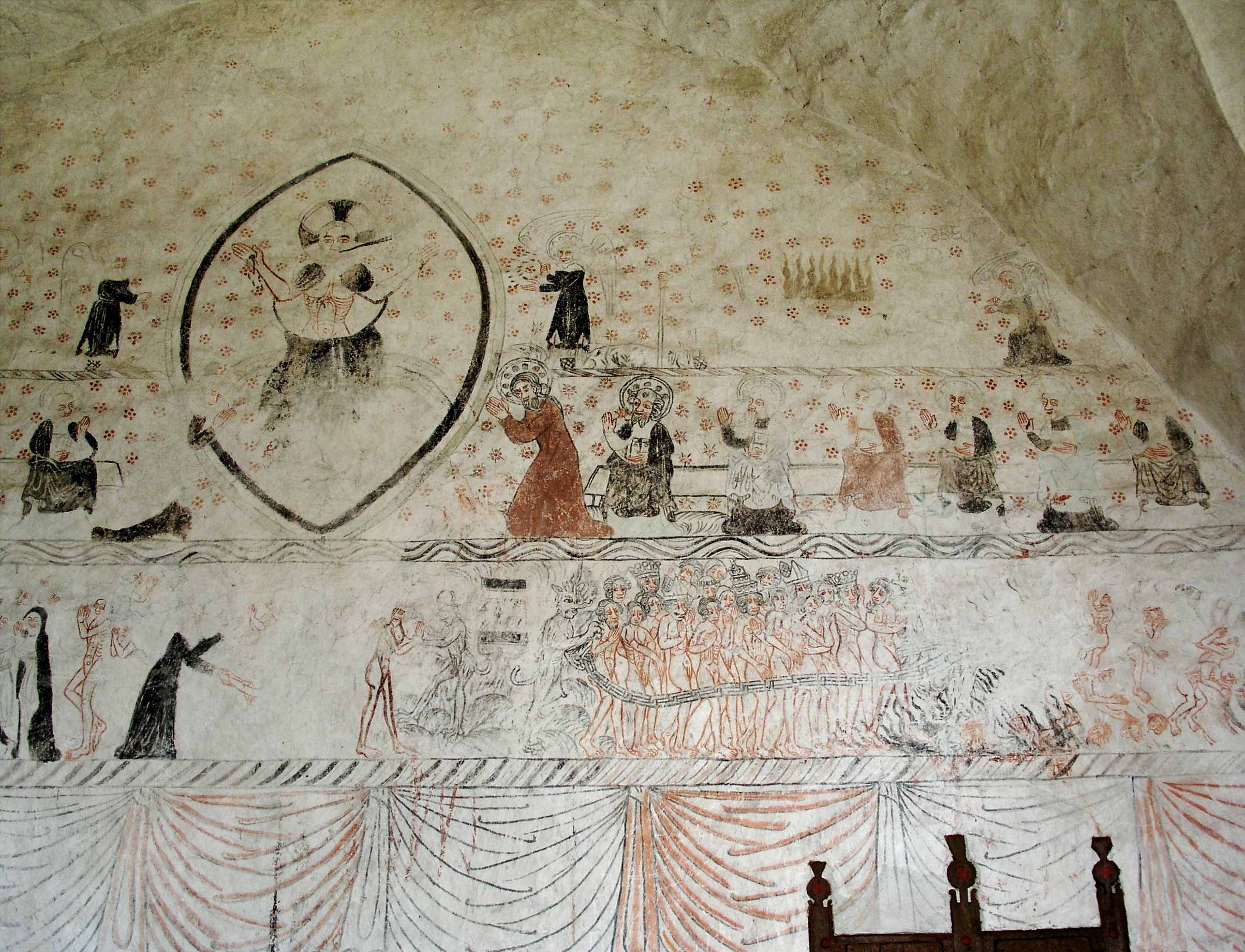
Medeltida föreställning om skärselden i Lummelunda kyrka på Gotland.

Skärselden (av skära "rena"), Purgatorium, är enligt katolsk uppfattning den reningsort där själarna befinner sig i väntan på att inträda i de saligas tillstånd eller paradiset.
I skärselden vistas de själar som lämnat jordelivet i nådens tillstånd, och därmed är bestämda för himmelrikets salighet, men fortfarande har lättare, så kallade "förlåtliga synder" på sitt samvete eller som ännu behöver göra bot för förlåtna synder. (jämför Upp. 21:27 och Heb. 12:23) Den rening som själarna där genomgår har karaktären av ett straff för synderna och är förbunden med lidande.
Läran om skärselden för med sig att man ber för de döda, förrättar mässor för att hjälpa dem, och även kan vinna avlat för dem.
Läran om "reningsorten" har sina rötter i de deuterokanoniska skrifterna (apokryfiska skrifterna), speciellt genom Mackabeerböckerna, vilket gör att de även följde med till kristendomen. Många judar ber därför också under sorgeåret bönen kaddish för de avlidna. Vissa anser att tanken om att det skulle röra sig om just en "eld" utvecklades av Gregorius den store och ej fick genomslag förrän på 1100-talet; andra hävdar att denna eldsymbolik kommer från 1. Kor. 3:15 ("… själv skall han dock bliva frälst, men såsom genom eld…"). 
Inom ortodoxa kyrkan delar vissa tanken om reningsorten (och ser även på samma sätt med böner för de döda), men använder inte definitionen "eld" eftersom man finner den opassande. Många ortodoxa omfattar dock inte tanken på en skärseld och den har heller inte blivit någon officiellt fastställd kyrkolära inom dessa kyrkor.
Inom protestantismen skiljer det sig något, men det vanligaste är att man förkastar läran om skärselden. Dels eftersom man anser att grunden till läran har svagt stöd i Bibeln (något katoliker och ortodoxa kristna sällan håller med om, även om läran aldrig uttryckligen förklaras), dels eftersom man ej gör skillnad på dödssynder och "vanliga" synder (synd mot den Helige Ande ofta undantaget), och slutligen eftersom man vänder sig mot tanken att be för de döda. I de 95 teserna motsatte sig inte Martin Luther läran om skärselden eller förbönen för dem som är i skärselden, men han motsatte sig att man kan minska straffet genom avlat.